# Fains-Véel
Fains-Véel [fɛ̃ vɛl] est une commune française située dans le département de la Meuse, en région Grand Est. La commune fut créée le 1er janvier 1973 à la suite de la fusion des villages de Fains-les-Sources et de Véel.

## Géographie

### Localisation
La commune fait partie du département de la Meuse, du canton de Bar-le-Duc-Nord et de la communauté d'agglomération Bar-le-Duc Sud Meuse. Elle compte 2 162 habitants en 2016 dont une petite minorité vivant dans Véel (348 en 2008).
L'Ornain, sous-affluent de la Seine, traverse la commune sur une longueur de 2 850 m, la ligne Paris-Strasbourg sur 2 435 m et le canal de la Marne au Rhin sur 2 600 m. Le périmètre de la commune est de 28,37 km.

### Géologie et relief
La commune se compose de 204,69 hectares de territoires artificialisés (11,06 %), 995,62 hectares de territoires agricoles (995,62 %) et 649,43 hectares de forêts et milieux semi-naturels (35,10 %).
Le territoire de la commune est limitrophe de 7 communes.
| Val-d'Ornain      | Chardogne          | Behonne    |
| Beurey-sur-Saulx  | Fains-Véel         |            |
| Trémont-sur-Saulx | Combles-en-Barrois | Bar-le-Duc |

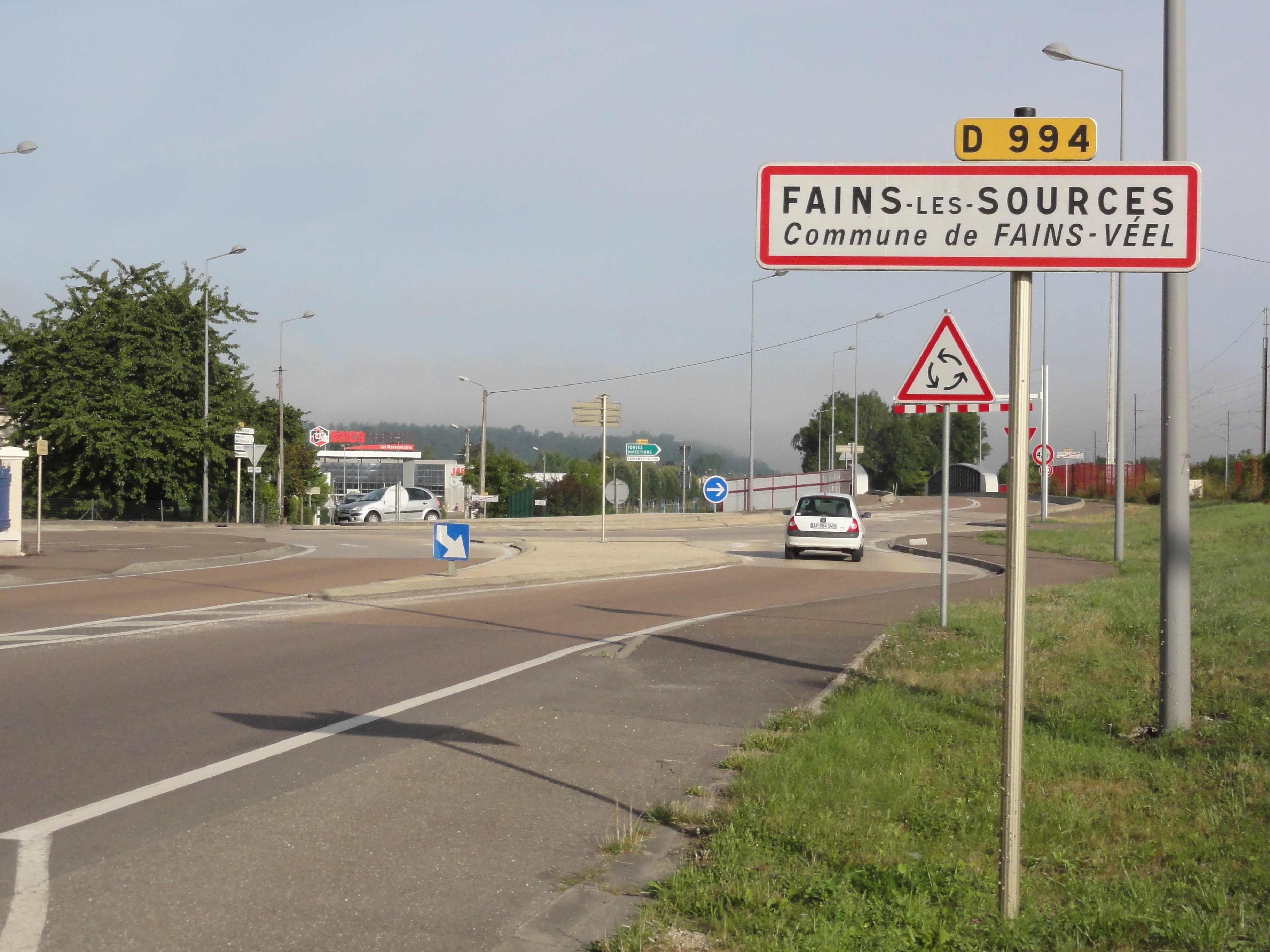
Entrée de Fains-les-Sources.
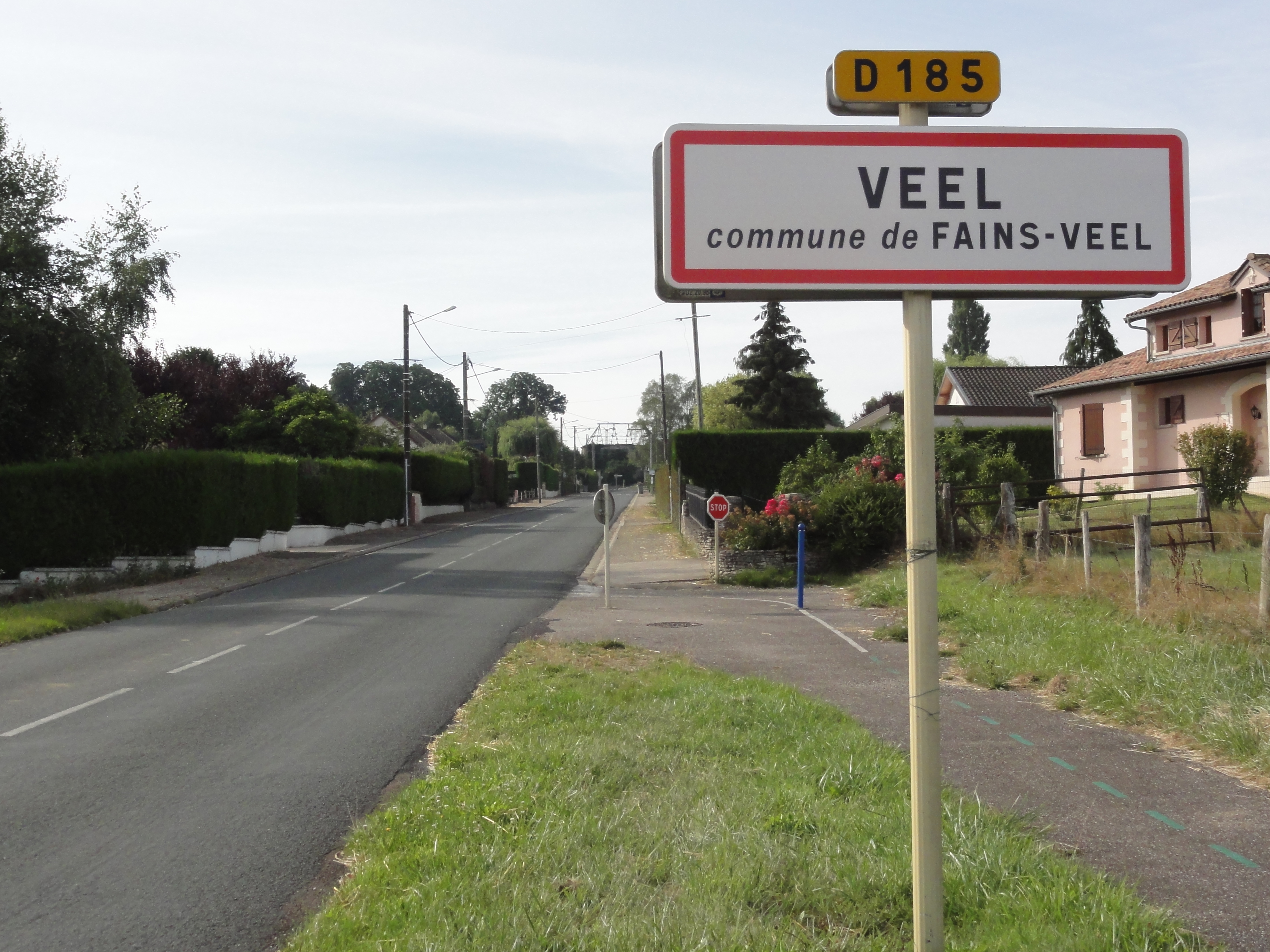
Entrée de Véel.
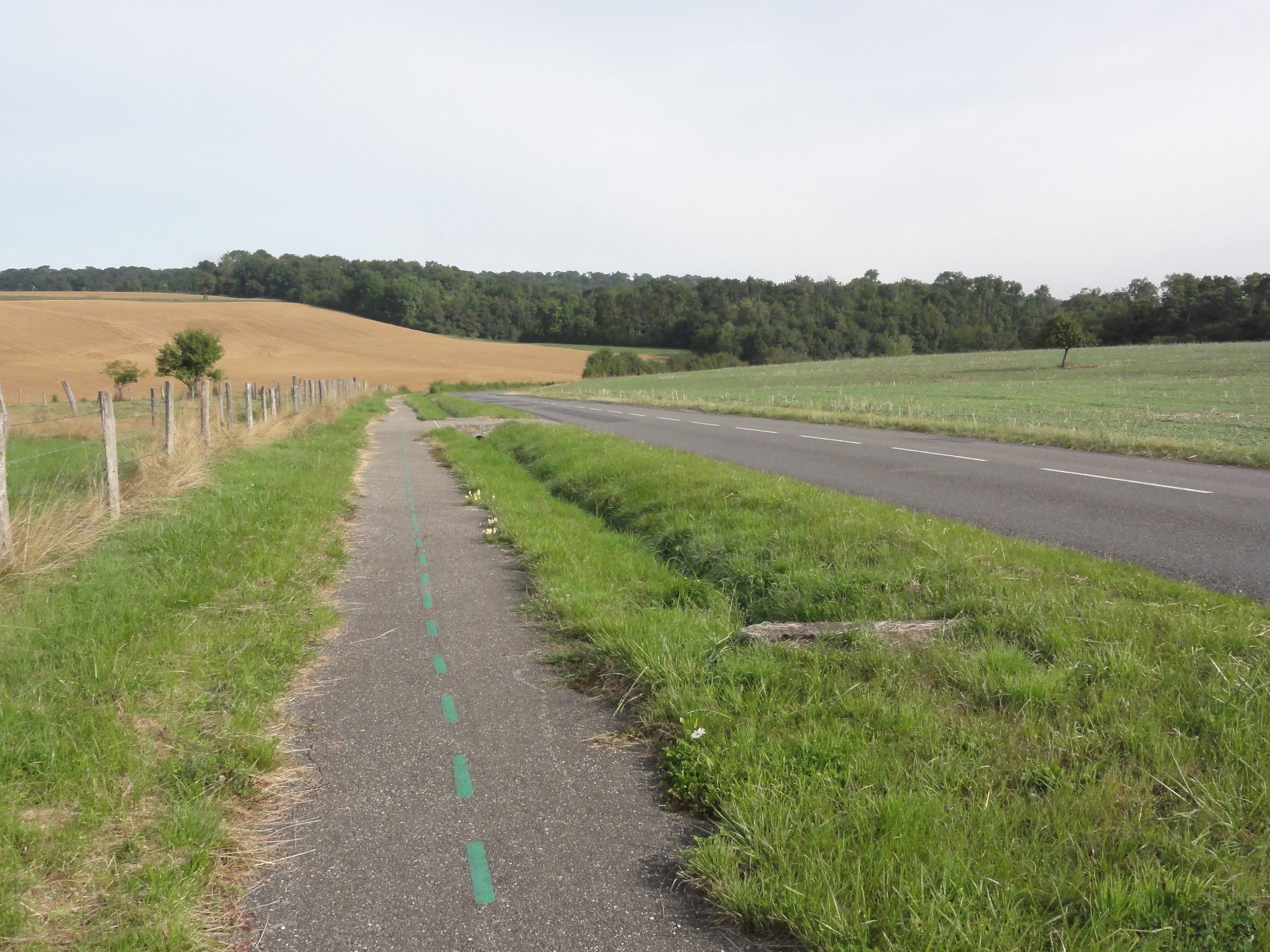
Piste cyclable de Véel à Fains.
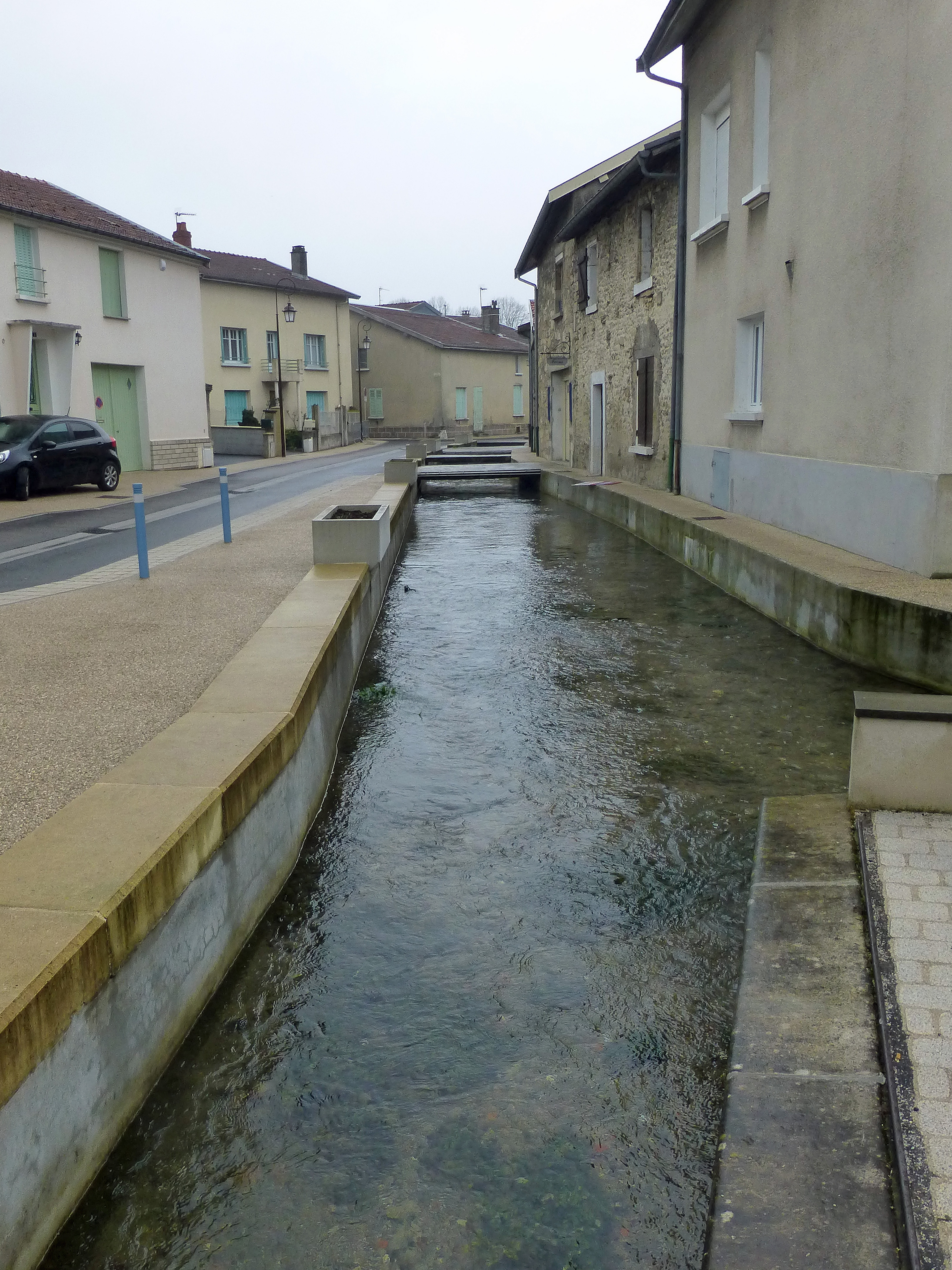
Dérivation du canal.

### Hydrographie et les eaux souterraines
Hydrogéologie et climatologie : Système d’information pour la gestion des eaux souterraines en Seine-Normandie :
Territoire communal : Occupation du sol (Corinne Land Cover); Cours d'eau (BD Carthage),
Géologie : Carte géologique; Coupes géologiques et techniques,
 Hydrogéologie : Masses d'eau souterraine; BD Lisa; Cartes piézométriques.
La commune est dans la région hydrographique « la Seine de sa source au confluent de l'Oise (exclu) » au sein du bassin Seine-Normandie. Elle est drainée par l'Ornain, le canal de la Marne au Rhin, le cours d'eau 01 de la Ballastière, le ruisseau de fossé bas et divers autres petits cours d'eau,.
L'Ornain, d'une longueur de 116 km, prend sa source dans la commune de Grand et se jette  dans la Saulx à Étrepy, après avoir traversé 36 communes.
Le canal de la Marne au Rhin, long de 293 km et 178 écluses à l'origine, relie la Marne (à Vitry-le-François) au Rhin (à Strasbourg). Par le canal latéral de la Marne, il est connecté au réseau navigable de la Seine vers l'Île-de-France et la Normandie.

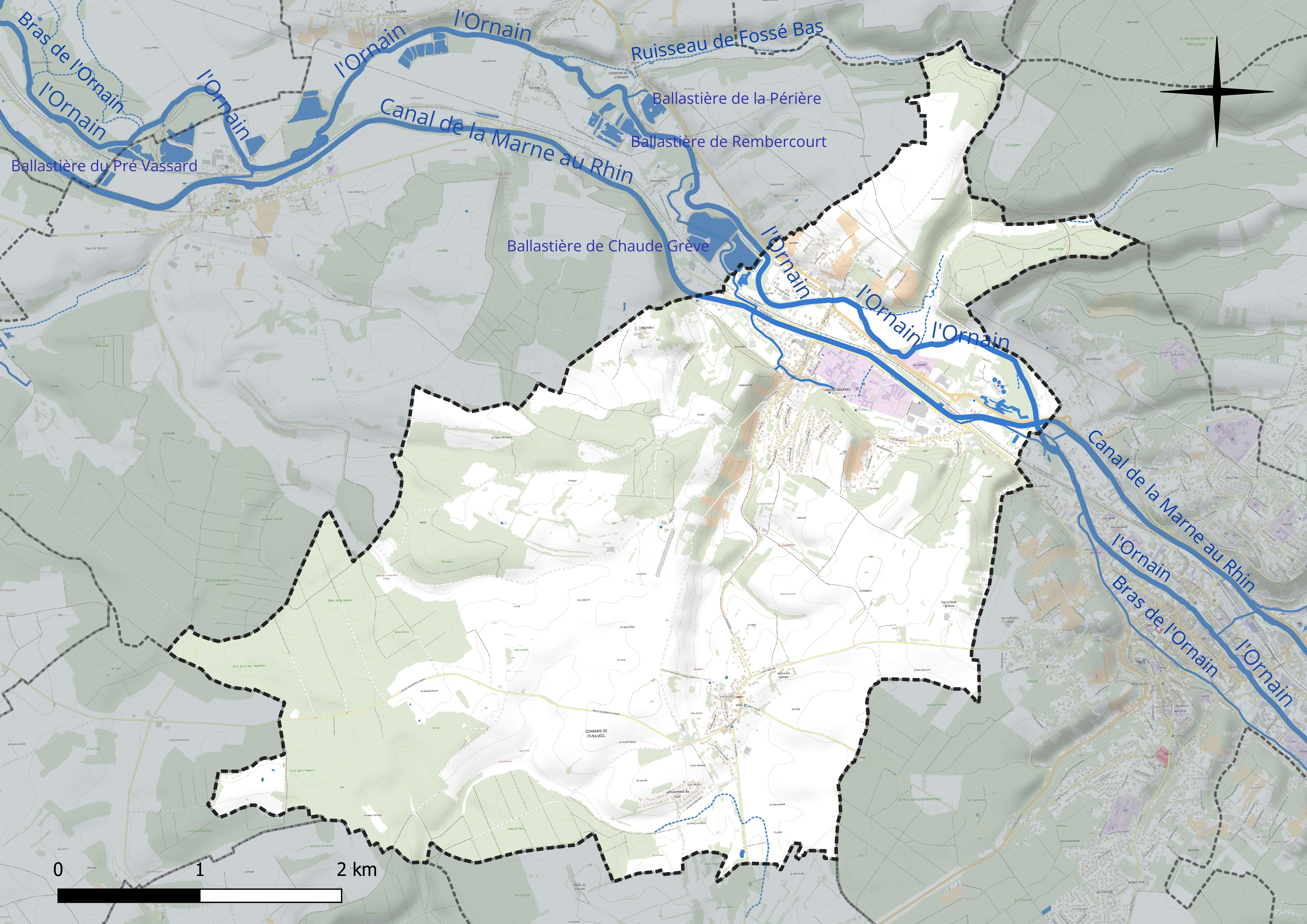
Réseau hydrographique de Fains-Véel.

Un plan d'eau complète le réseau hydrographique : la ballastière de Chaude Grève, d'une superficie totale de 3,6 ha (0,3 ha sur la commune),.

### Climat
Pour des articles plus généraux, voir Climat du Grand Est et Climat de la Meuse.
En 2010, le climat de la commune est de type climat de montagne, selon une étude du Centre national de la recherche scientifique s'appuyant sur une série de données couvrant la période 1971-2000. En 2020, Météo-France publie une typologie des climats de la France métropolitaine dans laquelle la commune est exposée à un climat océanique altéré et est dans la région climatique  Lorraine, plateau de Langres, Morvan, caractérisée par un hiver rude (1,5 °C), des vents modérés et des brouillards fréquents en automne et hiver.
Pour la période 1971-2000, la température annuelle moyenne est de 10 °C, avec une amplitude thermique annuelle de 15,6 °C. Le cumul annuel moyen de précipitations est de 989 mm, avec 13,9 jours de précipitations en janvier et 9,5 jours en juillet. Pour la période 1991-2020, la température moyenne annuelle observée sur la station météorologique de Météo-France la plus proche, « Behonne_sapc », sur la commune de Behonne à 4 km à vol d'oiseau, est de 11,0 °C et le cumul annuel moyen de précipitations est de 855,7 mm. 
La température maximale relevée sur cette station est de 40,4 °C, atteinte le 25 juillet 2019 ; la température minimale est de −16,4 °C, atteinte le 20 décembre 2009,,.
| Mois                                  | jan.         | fév.           | mars          | avril         | mai           | juin          | jui.          | août          | sep.          | oct.          | nov.          | déc.           | année      |
| ------------------------------------- | ------------ | -------------- | ------------- | ------------- | ------------- | ------------- | ------------- | ------------- | ------------- | ------------- | ------------- | -------------- | ---------- |
| Température minimale moyenne (°C)     | 0,6          | 0,7            | 2,9           | 5,7           | 8,6           | 11,9          | 14,1          | 14,2          | 10,7          | 8             | 4,4           | 1,6            | 7          |
| Température moyenne (°C)              | 2,9          | 3,6            | 6,8           | 10,7          | 13,7          | 17,2          | 19,7          | 19,4          | 15,6          | 11,5          | 7             | 3,9            | 11         |
| Température maximale moyenne (°C)     | 5,1          | 6,4            | 10,8          | 15,7          | 18,8          | 22,5          | 25,2          | 24,6          | 20,5          | 15            | 9,5           | 6,2            | 15         |
| Record de froid (°C) date du record   | −11 07.01.09 | −14,2 07.02.12 | −7,3 01.03.18 | −4,4 04.04.22 | −0,7 03.05.21 | 3,5 05.06.09  | 6,7 31.07.15  | 4,5 26.08.18  | 2,2 30.09.22  | −3,2 29.10.12 | −5,5 30.11.20 | −16,4 20.12.09 | −16,4 2009 |
| Record de chaleur (°C) date du record | 15 01.01.23  | 21,4 27.02.19  | 25,4 31.03.21 | 27,4 20.04.18 | 32,1 28.05.17 | 36,2 28.06.11 | 40,4 25.07.19 | 37,2 19.08.12 | 34,3 14.09.20 | 28,2 13.10.23 | 22,6 08.11.15 | 16,4 31.12.22  | 40,4 2019  |
| Précipitations (mm)                   | 81,2         | 71,2           | 64,3          | 50,2          | 72,9          | 64            | 64,8          | 68,5          | 70,9          | 71,1          | 80            | 96,6           | 855,7      |

| Diagramme climatique                                  |            |             |             |             |            |              |              |              |         |          |            |
| J                                                     | F          | M           | A           | M           | J          | J            | A            | S            | O       | N        | D          |
| 5,10,681,2                                            | 6,40,771,2 | 10,82,964,3 | 15,75,750,2 | 18,88,672,9 | 22,511,964 | 25,214,164,8 | 24,614,268,5 | 20,510,770,9 | 15871,1 | 9,54,480 | 6,21,696,6 |
| Moyennes : • Temp. maxi et mini °C • Précipitation mm |            |             |             |             |            |              |              |              |         |          |            |

Les paramètres climatiques de la commune ont été estimés pour le milieu du siècle (2041-2070) selon différents scénarios d'émission de gaz à effet de serre à partir des nouvelles projections climatiques de référence DRIAS-2020. Ils sont consultables sur un site dédié publié par Météo-France en novembre 2022.

## Urbanisme

### Typologie
Au 1er janvier 2024, Fains-Véel est catégorisée ceinture urbaine, selon la nouvelle grille communale de densité à sept niveaux définie par l'Insee en 2022.
Elle appartient à l'unité urbaine de Bar-le-Duc, une agglomération intra-départementale regroupant quatre  communes, dont elle est une commune de la banlieue,,. Par ailleurs la commune fait partie de l'aire d'attraction de Bar-le-Duc, dont elle est une commune de la couronne,. Cette aire, qui regroupe 86 communes, est catégorisée dans les aires de 50 000 à moins de 200 000 habitants,.

### Occupation des sols
L'occupation des sols de la commune, telle qu'elle ressort de la base de données européenne d’occupation biophysique des sols Corine Land Cover (CLC), est marquée par l'importance des territoires agricoles (53,7 % en 2018), en diminution par rapport à 1990 (57,1 %). La répartition détaillée en 2018 est la suivante : 
terres arables (35,9 %), forêts (35,2 %), prairies (14,6 %), zones industrielles ou commerciales et réseaux de communication (4,6 %), zones urbanisées (4,4 %), zones agricoles hétérogènes (3,3 %), espaces verts artificialisés, non agricoles (2,1 %). L'évolution de l’occupation des sols de la commune et de ses infrastructures peut être observée sur les différentes représentations cartographiques du territoire : la carte de Cassini (XVIIIe siècle), la carte d'état-major (1820-1866) et les cartes ou photos aériennes de l'IGN pour la période actuelle (1950 à aujourd'hui).

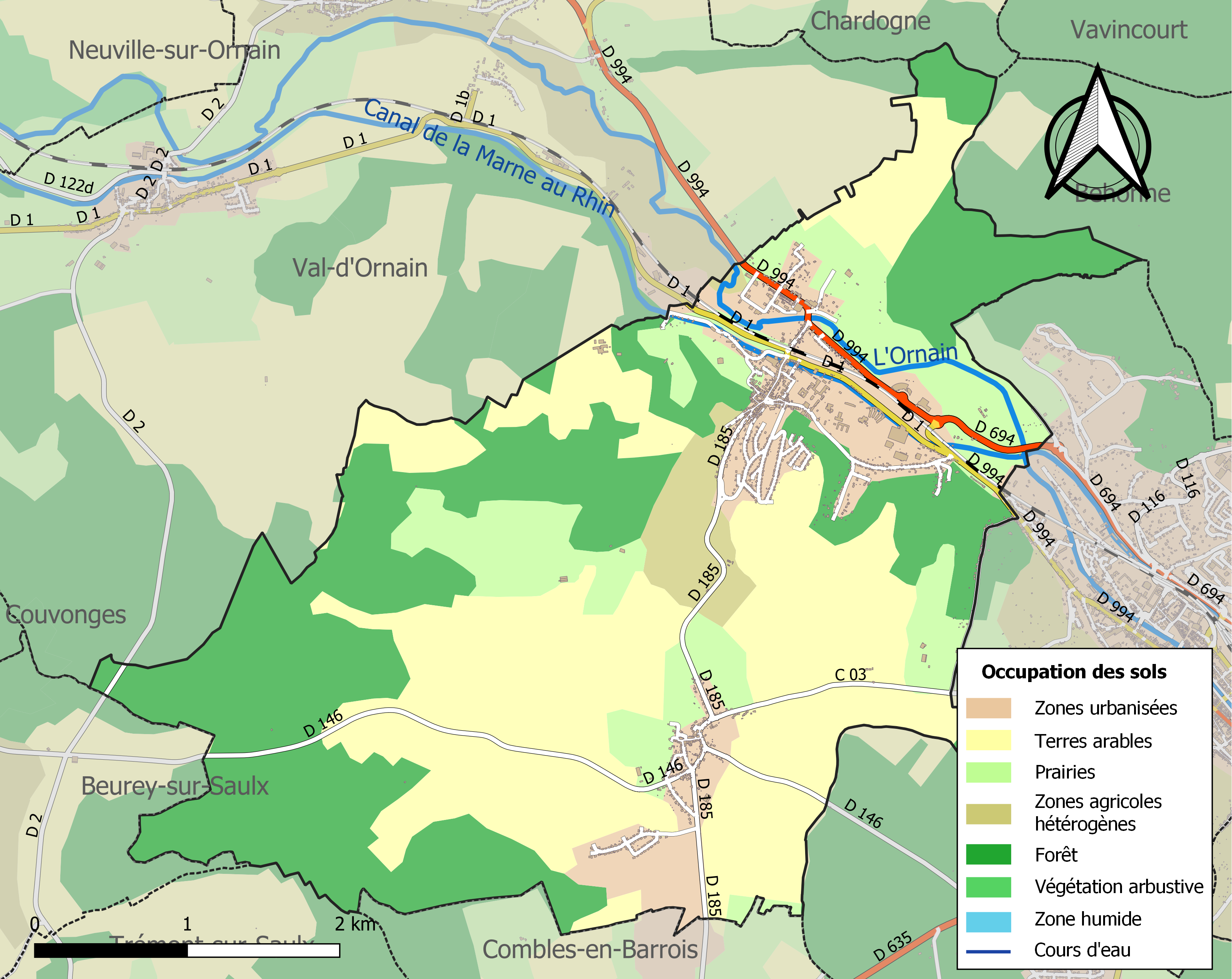
Carte des infrastructures et de l'occupation des sols de la commune en 2018 (CLC).

### Voies de communications et transports

#### Voies routières
- D994 vers Bar-le-Duc[21].

#### Transports en commun

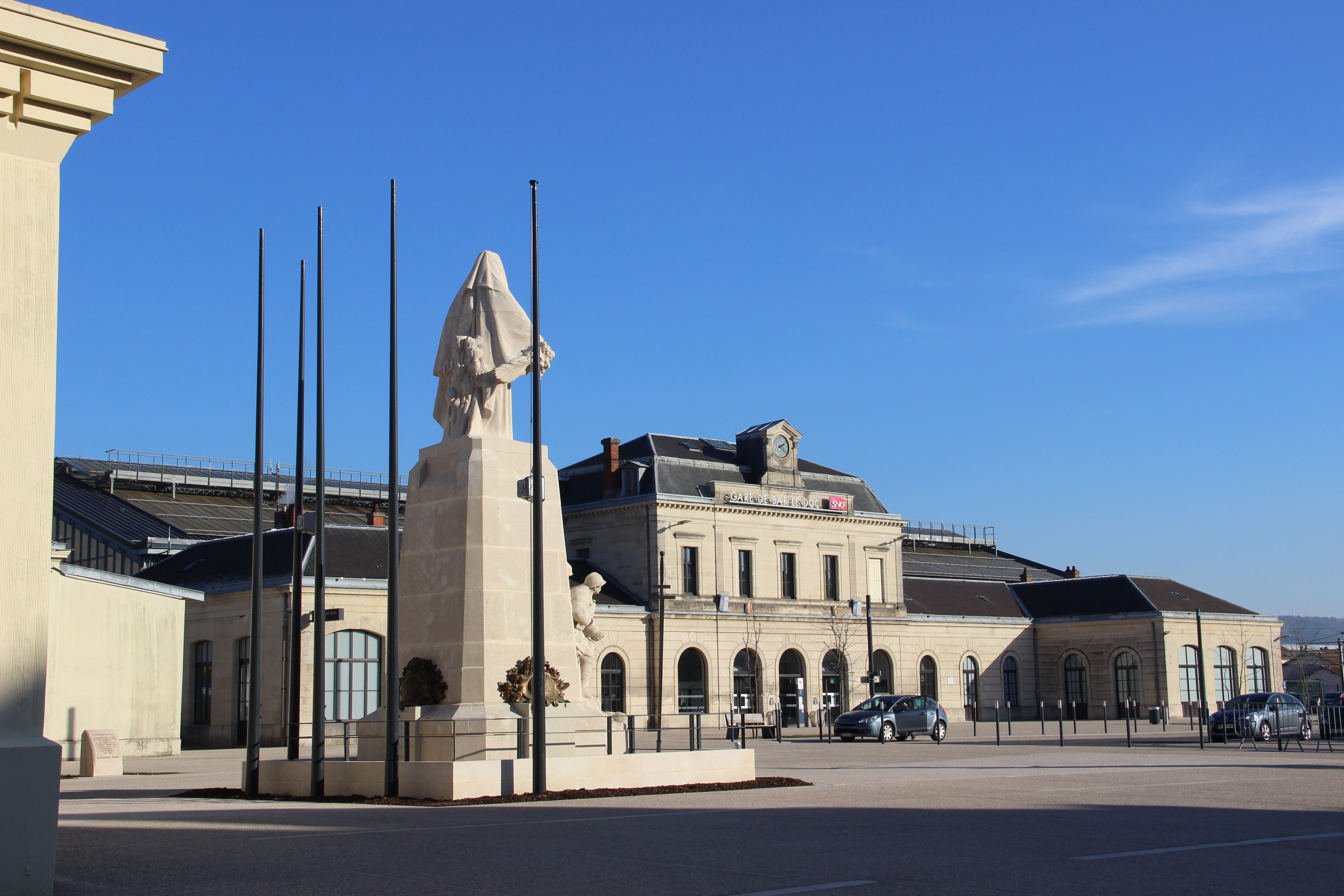
Gare de Bar-le-Duc et le monument aux morts (déplacé en 2016).

- Fluo Grand Est.

#### Lignes SNCF
- Gare de Bar-le-Duc,
- Gare de Revigny,
- Gare de Nançois - Tronville,
- Gare de Saint-Dizier,
- Gare de Meuse TGV.

#### Transports aériens
- Aéroport de Châlons-Vatry.
- L'Aéroport d'Épinal-Mirecourt « Vosges Aéroport ».

À partir de l'été 2021, l’aéroport d’Épinal-Mirecourt est devenu le "pélicandrome" de la Zone Est et servira ainsi de base de ravitaillement et d’intervention pour les avions bombardiers d’eau connus sous le nom de Dash 8.

## Toponymie
Fains est attesté sous les formes Fannis (Xe siècle) ; Fangia (965) ; In villa Fani (992) ; Fain (1022) ; Faïs (1032) ; « Castrum Fangia super fluvium Ornæ » (1033) ; Ecclesia de Fani, « ecclesia de Fains prope Barrum-Ducis » (1402) ; Fanii-juxta-Barrum (1580) ; Fanum (1711) ; Fines (1707) ; Ad Fines (1760).
 
Issu de l’oïl fagne, au pluriel, Fains, serait dérivé de fannis, issu de la racine  germanique *fani, mot de la langue gotique qui désignait « la boue, le bourbier », à l’origine du vieux francique *fanja, de même sens, lui-même à l’origine du wallon fanie, la fagne et la fange, « terrain marécageux, un pré fangeux, un marais boueux ».
Véel est attesté sous les formes Velis (1402) ; Véez (1700) ; Veelium (1711).

Peut représenter un diminutif du gaulois vidu, « bois » et suffixe -ellu, « petit bois ».

## Histoire
Le potentiel archéologique de la commune n’est connu qu’à travers des découvertes anciennes. Le territoire a été fréquenté dès le Bronze final (épée pistiliforme). Il est probable que le Camp Romain, site de hauteur à éperon barré, ait été occupé à l’époque Laténienne (monnaies leuques et rouelles). L’occupation antique est documentée par un habitat, des bâtiments mal identifiés et une nécropole du Haut-Empire (bourgade ?), implantés en bordure de la voie Reims-Toul, à l’emplacement du village actuel. Le site de hauteur dominant le bourg qui pourrait avoir été fortifié à l’époque antique (récupération de monuments funéraires ?) a également été fréquenté. Les séries monétaires recueillies sur le territoire témoignent d’une occupation s’étendant du début du Ier siècle à la première moitié du IVe siècle. La carence de la documentation ne permet pas d’établir de liens directs entre le site de plaine et l’éperon barré. Cependant, il est vraisemblable que le site de hauteur ait été occupé durant l’Antiquité tardive. C’est d’ailleurs sur ce promontoire que l’on retrouve une nécropole mérovingienne. L’importance de l’extension urbaine et du couvert forestier limite le champ d’application des prospections aériennes et pédestres.
Sous l'Ancien Régime, la commune appartient au Barrois mouvant.
C'est après une chasse aux loups dans une forêt de Fains où il prend froid, que le duc de Lorraine René II meurt le dimanche 10 décembre 1508, au château de Fains.
En 1850, une portion de la ligne de chemin de fer de Paris à Strasbourg est inaugurée tandis que le Canal de la Marne au Rhin est mis en service peu de temps après ; il comporte une écluse à Véel-les-Sources. Une petite halte ferroviaire a été ouverte le long du canal. Elle est désormais fermée mais le bâtiment voyageurs, une halte "Est" de type A ainsi que la maison de l'éclusier située de l'autre côté des voies existent toujours.
Le 1er janvier 1973, Fains-les-Sources devient Fains-Véel à la suite de sa fusion-association avec Véel.

## Politique et administration

### Liste des maires
| Période                                  | Période                   | Identité                                     | Étiquette       | Qualité |
| ---------------------------------------- | ------------------------- | -------------------------------------------- | --------------- | --- |
| Les données manquantes sont à compléter. |                           |                                              |                 | |
| 1986                                     | En cours (au 25 mai 2020) | Gérard Abbas, Réélu pour le mandat 2020-2026 | UDF puis UMP-LR | Retraité de la banque Conseiller général de Bar-le-Duc-Sud (1999-2008) Conseiller départemental de Bar-le-Duc-2 (depuis 2015) |

### Budget et fiscalité 2023

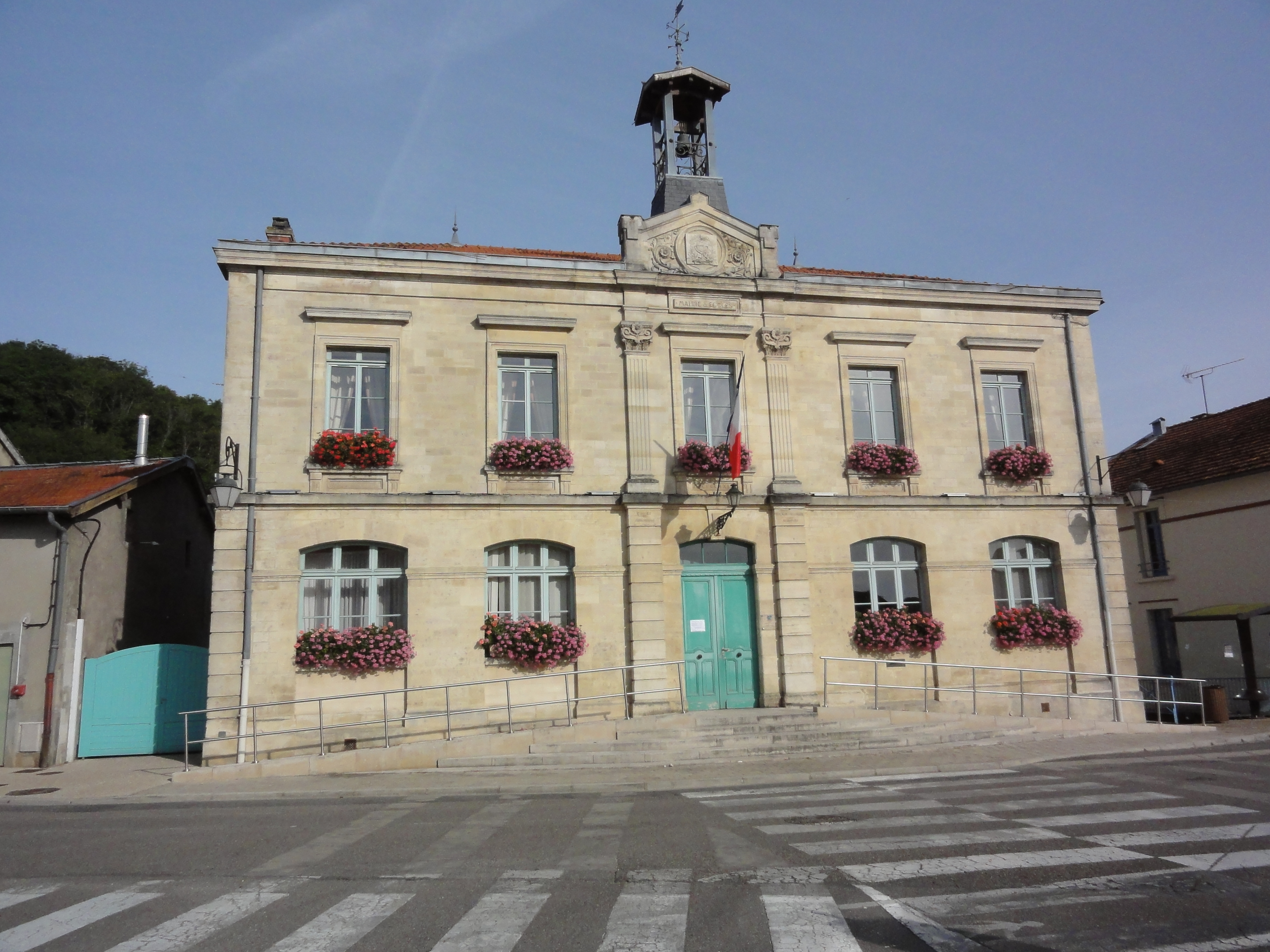
Hôtel de ville.

En 2023, le budget de la commune était constitué ainsi :
- total des produits de fonctionnement : 1 825 000 €, soit 852 € par habitant ;
- total des charges de fonctionnement : 1 435 000 €, soit 670 € par habitant ;
- total des ressources d'investissement : 1 130 000 €, soit 527 € par habitant ;
- total des emplois d'investissement : 808 000 €, soit 377 € par habitant ;
- endettement : 2 747 000 €, soit 1 282 € par habitant.

Avec les taux de fiscalité suivants :
- taxe d'habitation : 14,25 % ;
- taxe foncière sur les propriétés bâties : 47,47 % ;
- taxe foncière sur les propriétés non bâties : 42,96 % ;
- taxe additionnelle à la taxe foncière sur les propriétés non bâties : 0,00 % ;
- cotisation foncière des entreprises : 0,00 %.

Chiffres clés Revenus et pauvreté des ménages en 2021 : médiane en 2021 du revenu disponible, par unité de consommation : 25 050 €.

## Population et société

### Démographie
L'évolution du nombre d'habitants est connue à travers les recensements de la population effectués dans la commune depuis 1793. Pour les communes de moins de 10 000 habitants, une enquête de recensement portant sur toute la population est réalisée tous les cinq ans, les populations de référence des années intermédiaires étant quant à elles estimées par interpolation ou extrapolation. Pour la commune, le premier recensement exhaustif entrant dans le cadre du nouveau dispositif a été réalisé en 2005.

En 2022, la commune comptait 2 088 habitants, en évolution de −3,42 % par rapport à 2016 (Meuse : −4,4 %, France hors Mayotte : +2,11 %).
| 1793 | 1800 | 1806 | 1821 | 1831 | 1836 | 1841  | 1846  | 1851  |
| ---- | ---- | ---- | ---- | ---- | ---- | ----- | ----- | ----- |
| 665  | 744  | 739  | 834  | 962  | 855  | 1 232 | 1 440 | 1 847 |

| 1856  | 1861  | 1866  | 1872  | 1876  | 1881  | 1886  | 1891  | 1896  |
| ----- | ----- | ----- | ----- | ----- | ----- | ----- | ----- | ----- |
| 1 524 | 1 476 | 1 643 | 1 757 | 1 989 | 1 985 | 2 245 | 2 017 | 2 075 |

| 1901  | 1906  | 1911  | 1921  | 1926  | 1931  | 1936  | 1946  | 1954  |
| ----- | ----- | ----- | ----- | ----- | ----- | ----- | ----- | ----- |
| 2 088 | 1 927 | 1 854 | 1 541 | 1 711 | 2 005 | 2 182 | 1 701 | 2 110 |

| 1962  | 1968  | 1975  | 1982  | 1990  | 1999  | 2005  | 2006  | 2010  |
| ----- | ----- | ----- | ----- | ----- | ----- | ----- | ----- | ----- |
| 2 426 | 2 482 | 2 588 | 2 513 | 2 447 | 2 290 | 2 279 | 2 283 | 2 255 |

| 2015  | 2020  | 2022  | - | - | - | - | - | - |
| ----- | ----- | ----- | - | - | - | - | - | - |
| 2 187 | 2 093 | 2 088 | - | - | - | - | - | - |

### Enseignement
Établissements d'enseignements :
- Écoles maternelles et primaires à Fains-Véel, Bar-le-Duc, Combles-en-Barrois, Val-d'Ornain .
- Collèges à Bar-le-Duc, Revigny-sur-Ornain.
- Lycées à Bar-le-Duc.

### Santé
Professionnels et établissements de santé :
- Médecins à Bar-le-Duc, Robert-Espagne, Beurey-sur-Saulx, Longeville-en-Barrois, Lisle-en-Rigault, Revigny-sur-Ornain.
- Pharmacies à Bar-le-Duc, Robert-Espagne, Longeville-en-Barrois, Revigny-sur-Ornain, Tronville-en-Barrois, Sermaize-les-Bains, Ligny-en-Barrois.
- Hôpitaux à Bar-le-Duc, Saint-Dizier, Saint-Mihiel, Commercy.

### Cultes
- Culte catholique, Paroisse Paroisse Saint-Maxe du Barrois[42], Diocèse de Verdun.

## Économie

### Entreprises et commerces
La commune a de nombreuses ressources :

#### Agriculture
- Arbres fruitiers, pâturages.
- Aviculture.
- Laiterie.

#### Tourisme
- Hôtellerie et restauration[43].

#### Commerces et services
- Hôpital psychiatrique
- Port (sur le canal)
- Métallurgie, ferronnerie, scierie
- Commerces et services de proximité[44].

Ainsi que deux zones commerciales, l'une située sur la sortie de Bar-le-Duc et l'autre à l'opposé de la commune.

## Culture locale et patrimoine

### Lieux et monuments

#### Monuments historiques
La commune abrite deux monuments historiques :
- l'église Sainte-Catherine de Fains-les-Sources XVe siècle, classée par arrêté du 21 mars 1983[45] ;
- l'église Saint-Martin de Véel XVe siècle, de style ogival flamboyant, inscrite par arrêté du 19 octobre 1927[46].

statue : Christ en croix.
trois statues : Vierge nourricière, 2 anges agenouillés.
plaque commémorative de fondation des messes et plaque funéraire de François Jaquet, curé de Véel.
statues du portail Ouest : Saint Jean-Baptiste, Vierge à l'Enfant, Saint Pierre.

#### Autres monuments et sites
- Chapelle de l'Hôpital, construite en 1856 à Fains, ancien couvent des Tiercelins fondé en 1663.

orgue de tribune de 1860.
- Centre hospitalier spécialisé[52].

cloche de 1813.
machine à peser : appareil indicateur d'un pont bascule.

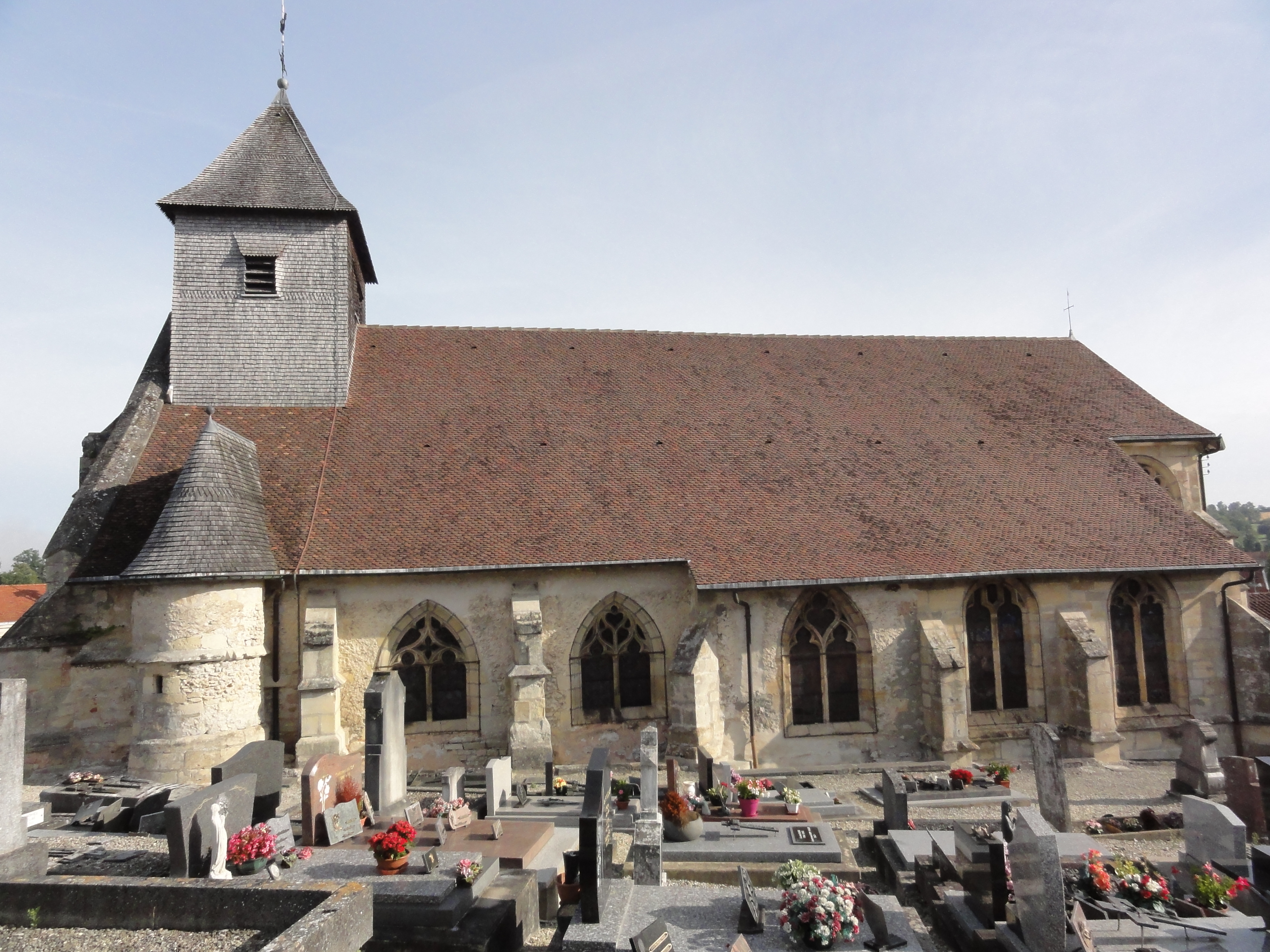
Église Sainte-Catherine de Fains-les-Sources.
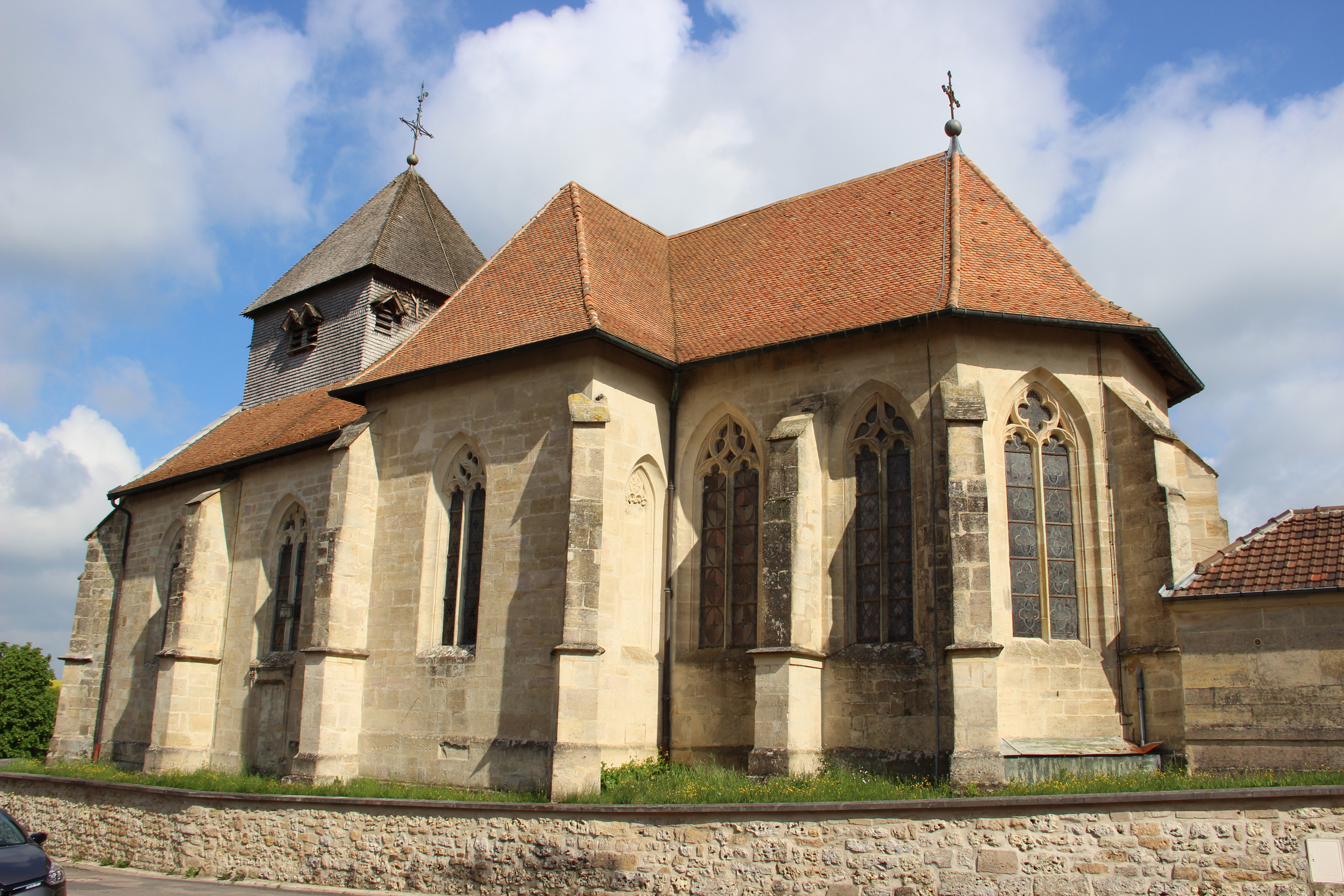
Église Saint-Martin de Véel.
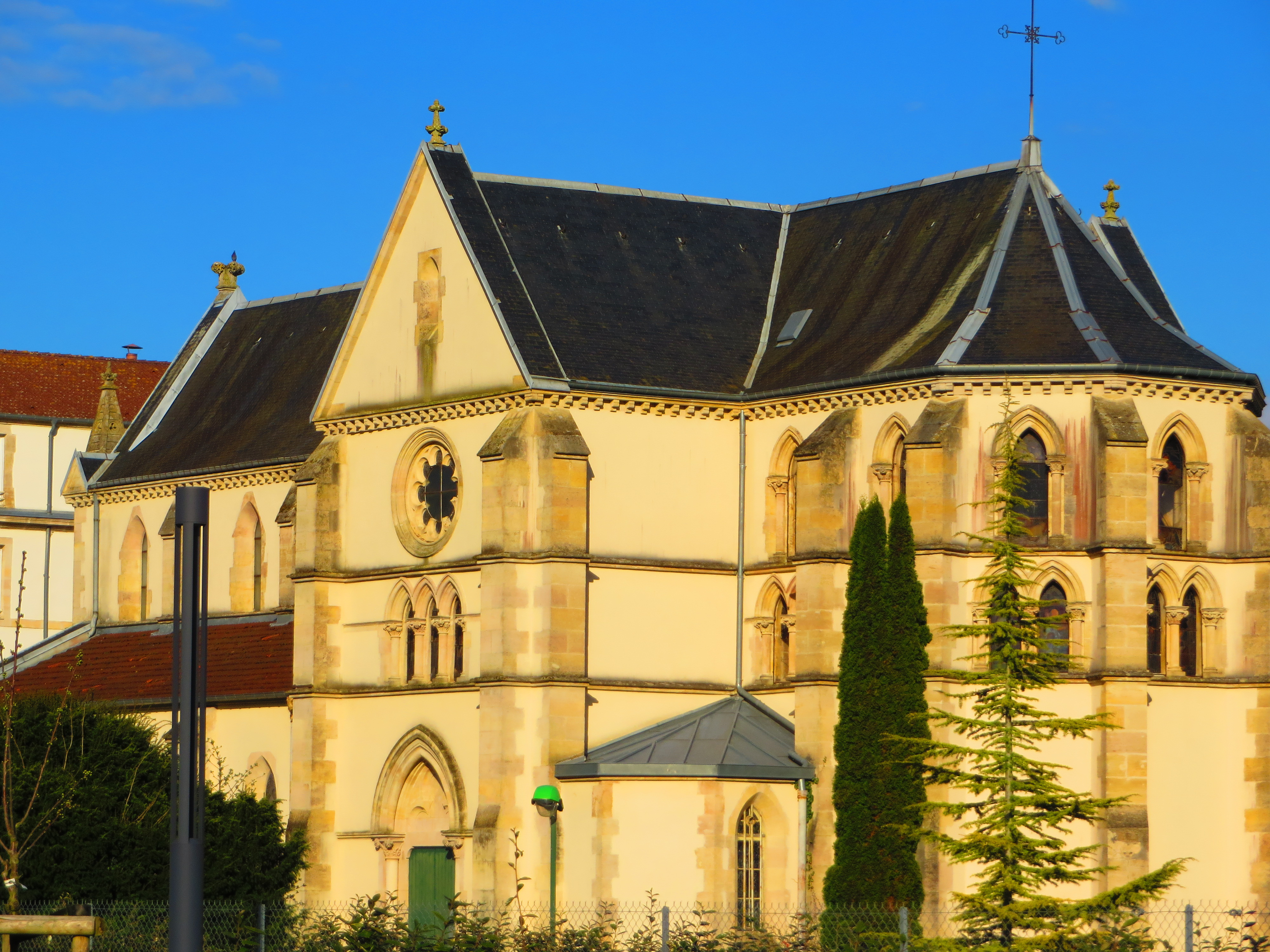
Chapelle de l'hôpital à Fains-les-Sources.
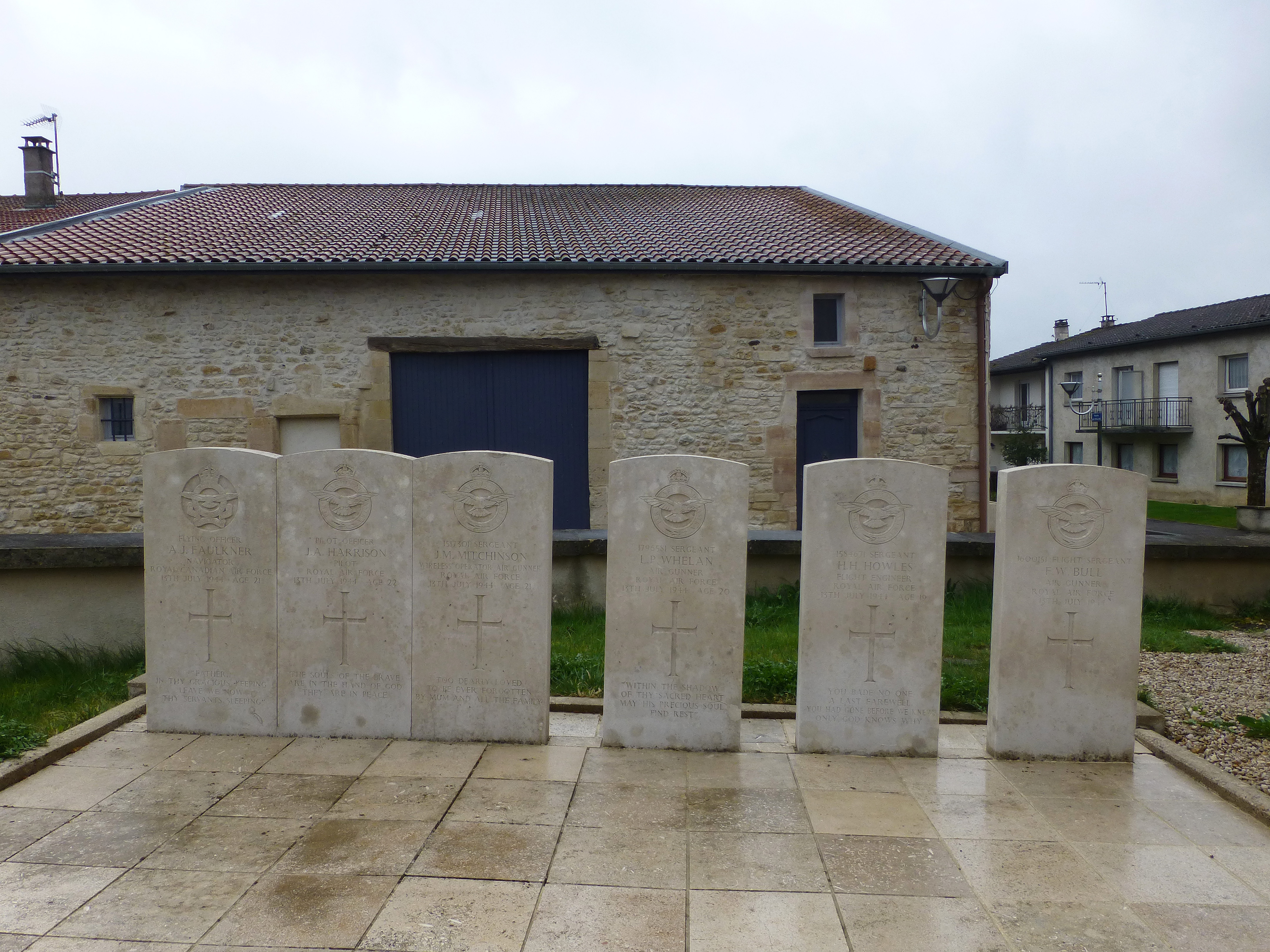
Tombes du Commonwealth au cimetière de Véel.

#### Site spéléologique
La commune comporte plus de 38 cavités souterraines, dont 4 de plus de 150 m de développement ou de plus de 25 m de profondeur : le gouffre d'Orient, le gouffre de Fains, le gouffre de l'Abreuvoir et le gouffre des Mobylettes.

### Personnalités liées à la commune
- René II de Lorraine, duc de Lorraine et de Bar décédé à Fains en 1508.
- Jeanne Weber, tueuse en série, décédée à l'asile d'aliénés de Fains en 1918.

### Héraldique
| Blason | Blasonnement : Coupé d'azur à six filets en pal d'argent et de sinople à trois burèles d'argent Commentaires : le blason est recomposé à partir de deux écus en losanges accolés : azur six filets en pal d'argent à dextre et sinople à trois burèles d'argent à senestre,. |